# Ribbing af Koberg
Ribbing af Koberg var en svensk friherrlig ätt, förgrenad från den uradliga ätten Ribbing.
Stamfader för den friherrliga ätten Ribbing af Koberg är Bengt Johansson Ribbing, son till generalmajoren Johan Ribbing som stupade i Narva 1700, och dennes andra hustru, sysslingen friherrinnan Christina Maria Mörner af Tuna, som var dotter till riksrådet Carl Mörner af Tuna och Maria Ribbing. Bengt Johansson Ribbing var en av dem som följde Karl XII till Bender och blev efter en framstående militär karriär erbjuden posten som riksråd men avböjde. Ribbings hustru var grevinnan Ulrika Eleonora Piper, en dotter till Christina Törne och Carl Piper och härstammade via modern från Bureätten. År 1731 upphöjdes han till friherre med Koberg i Västergötland som friherreskap. Ätten introducerades i den värdigheten efter hans död 1751 på nummer 216.
Bengt Ribbing och Ulrika Eleonora Piper fick fjorton barn, varav flera avled späda. Deras tredje barn, Fredrik Ribbing, upphöjdes till greve. Hans systrar gifte sig med landshövdingen greve Johan Cronhielm af Flosta och med friherren Axel Johan Kurck. På svärdssidan fortlevde ätten med två bröder till dessa: Johan och Thure Ribbing af Koberg.
Johan Ribbing af Koberg var hovmarskalk och levde på sitt gods Hagbyberga. Hans hustru var Johanna Catharina Gyllenkrook vars mor tillhörde ätten De Geer. De fick två söner, varav den yngste, löjtnanten vid Södermanlands regemente, Axel Ribbing af Koberg, var ogift. Hans bror Bengt Ribbing af Koberg var major vid Södermanlands regemente och bevistade riksdagarna i Gävle 1792, Norrköping 1800 och Stockholm 1809. Bengt Ribbing var gift med friherrinnan Catharina Görvel Örnfelt. Deras båda döttrar gift sig med överstelöjtnanten friherre Knut Axel Leijonhufvud och hovmarskalk Axel Ludvig Schildt (1781–1846), och sonen Johan Fredrik Ribbing till Hagbyberga var löjtnant vid Livgardet till häst men ogift.
Thure Ribbing till Koberg var major och gift två gånger, men fick bara barn i första äktenskapet, med friherrinnan Hedvig Juliana Roos, dotter till Axel Erik Roos och grevinnan Hedvig Charlotta Cronhielm af Flosta. Döttrarna gifte sig Lilliehöök af Gällared och Kolbäck, von Eckstedt, Silfverhjelm, Uggla nr 100, Mörner och med Axel von Rosen. Ätten fortlevde på svärdssidan med endast en bror till dessa, kaptenen vid Västgöta-Dals regemente och postinspektoren i Wennersborg, Carl Fredrik Ribbing af Koberg. Hans döttrar gifte sig Posse af Säby och Leijonhufvud nr 26. Ätten slocknade i den generationen år 1883.